# Australië op de Olympische Zomerspelen 1900
Australië nam deel aan de Olympische Zomerspelen 1900 in Parijs, Frankrijk. Hoewel Australië destijds niet onafhankelijk was van het Verenigd Koninkrijk, worden de prestaties door het Internationaal Olympisch Comité apart van de Britse gezien.
Twee atleten namen deel die beiden medailles wonnen. Frederick Lane won twee gouden zwemmedailles en Stanley Rowley won bij het atletiek goud als deelnemer van een gemengd team en driemaal brons. In elk onderdeel waaraan een Australiër deelnam, werd een medaille gewonnen.

## Medailles
| Sport    | Olympiër       | Discipline                     | Medaille |
| -------- | -------------- | ------------------------------ | -------- |
| Zwemmen  | Frederick Lane | 200 meter vrije slag (m)       | Goud     |
| Zwemmen  | Frederick Lane | 200 meter met hindernissen (m) | Goud     |
| Atletiek | Stanley Rowley | 60 meter (m)                   | Brons    |
| Atletiek | Stanley Rowley | 100 meter (m)                  | Brons    |
| Atletiek | Stanley Rowley | 200 meter (m)                  | Brons    |

Stanley Rowley won goud maar als deelnemer van een gemengd team — atletiek, 5000 meter team race

## Resultaten per onderdeel

### Atletiek
Rowley was de enige Australische atleet. Hij deed mee aan drie sprintonderdelen en op elk onderdeel won hij het brons. Hij deed mee met het Britse team op de 5 km omdat de Britten daarin slechts vier deelnemers hadden. Met dit team won hij goud. De afstand van 5 km was verder dan hij gewend was en na de eerste ronde begon hij te wandelen. Alleen Frankrijk en het Verenigd Koninkrijk deden mee zodat er 10 deelnemers waren. Nadat de overige negen waren gefinisht moest Rowley nog 1500 meter afleggen. Desondanks won hij het goud.
| Olympiër    | Discipline | Resultaat | Prestatie                                                                                   |
| ----------- | ---------- | --------- | ------------------------------------------------------------------------------------------- |
| Stan Rowley | 60m (m)    | Brons     | serie 2: 2e in 7,30 finale: 3e in 7,20                                                      |
| Stan Rowley | 100m (m)   | Brons     | serie 3: 2e in 10,90 halve finale: 2e in 11,20 herkansingen: 1e in 11,0 finale: 3e in 11,20 |
| Stan Rowley | 200m (m)   | Brons     | serie 2: 2e in 25,0 finale: 3e in 22,90                                                     |

### Zwemmen

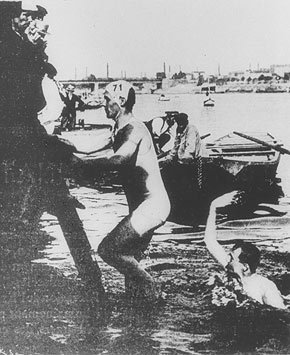
Frederick Lane, tweevoudig Olympisch zwemkampioen in 1900.

Lane won de 200 meter vrije slag en de hindernisrace, beiden op dezelfde dag. Hij ontving overigens geen gouden medaille, maar een bronzen sculptuur van een paard en van een boerenmeisje. Hij was ook de favoriet op de 100 meter vrije slag, maar dit evenement ging niet door.
| Olympiër       | Discipline          | Resultaat | Prestatie                                           |
| -------------- | ------------------- | --------- | --------------------------------------------------- |
| Frederick Lane | 200m vrije slag (m) | Goud      | halve finale 3: 1e in 2.59,00 finale: 1e in 2.25,20 |
| Frederick Lane | 200m obstakels (m)  | Goud      | halve finale 1: 1e in 3.04,00 finale: 1e in 2.38,4  |

## Niet-olympische onderdelen

### Schieten
Donald Mackintosh was een professioneel schutter uit Melbourne. Hij was succesvol op diverse onderdelen, die echter door het Internationaal Olympisch Comité niet als olympisch worden beschouwd.
Argentinië · Australië · België · Bohemen · Brits-Indië · Canada · Cuba · Denemarken · Duitsland · Frankrijk · Griekenland · Groot-Brittannië · Haïti · Hongarije · Iran · Italië · Luxemburg · Mexico · Nederland · Noorwegen · Oostenrijk · Peru · Roemenië · Rusland · Spanje · Verenigde Staten · Zweden · Zwitserland · Gemengde teams